# Lijst van afleveringen van Dragnet 1951
Dit is een lijst met afleveringen van de Amerikaanse televisieserie Dragnet (1951). De serie telt 8 seizoenen. Een overzicht van alle afleveringen is hieronder te vinden.

## Seizoen 1
| Nr. | Titel aflevering      | Uitzenddatum VS  |
| --- | --------------------- | ---------------- |
| 1   | The Human Bomb        | 16 december 1951 |
| 2   | The Big Actor         | 3 januari 1952   |
| 3   | The Big Death         | 17 januari 1952  |
| 4   | The Big Mother        | 31 januari 1952  |
| 5   | The Big Cast          | 14 februari 1952 |
| 6   | The Big Speech        | 28 februari 1952 |
| 7   | The Big Parrot        | 13 maart 1952    |
| 8   | The Big Moody         | 27 maart 1952    |
| 9   | The Big Blast         | 10 april 1952    |
| 10  | The Big Trial         | 24 april 1952    |
| 11  | The Big September Man | 8 mei 1952       |
| 12  | The Big Phone Call    | 22 mei 1952      |
| 13  | The Big Casing        | 5 juni 1952      |
| 14  | The Big Lamp          | 19 juni 1952     |

## Seizoen 2
| Nr. | Titel aflevering  | Uitzenddatum VS   |
| --- | ----------------- | ----------------- |
| 1   | The Big Jump      | 11 september 1952 |
| 2   | The Big Sorrow    | 25 september 1952 |
| 3   | The Big Elevator  | 9 oktober 1952    |
| 4   | The Big Seventeen | 6 november 1952   |
| 5   | The Big Trio      | 20 november 1952  |
| 6   | The Big Imposter  | 4 december 1952   |
| 7   | The Big .22 Rifle | 18 december 1952  |
| 8   | The Big Cop       | 1 januari 1953    |
| 9   | The Big Grandma   | 8 januari 1953    |
| 10  | The Big Whiff     | 15 januari 1953   |
| 11  | The Big Show      | 22 januari 1953   |
| 12  | The Big Safe      | 29 januari 1953   |
| 13  | The Big Church    | 5 februari 1953   |
| 14  | The Big Hate      | 12 februari 1953  |
| 15  | The Big Shakedown | 19 februari 1953  |
| 16  | The Big Rose      | 26 februari 1953  |
| 17  | The Big Building  | 5 maart 1953      |
| 18  | The Big Run       | 12 maart 1953     |
| 19  | The Big Break     | 19 maart 1953     |
| 20  | The Big Light     | 26 maart 1953     |
| 21  | The Big Waiter    | 2 april 1953      |
| 22  | The Big Test      | 9 april 1953      |
| 23  | The Big Lay-Out   | 16 april 1953     |
| 24  | The Big Fire      | 23 april 1953     |
| 25  | The Big Ray       | 30 april 1953     |
| 26  | The Big Frank     | 7 mei 1953        |
| 27  | The Big Lease     | 14 mei 1953       |
| 28  | The Big Hands     | 21 mei 1953       |
| 29  | The Big Fourth    | 28 mei 1953       |
| 30  | The Big Market    | 4 juni 1953       |
| 31  | The Big Friend    | 11 juni 1953      |
| 32  | The Big Barrette  | 18 juni 1953      |
| 33  | The Big Dance     | 25 juni 1953      |

## Seizoen 3
| Nr. | Titel aflevering       | Uitzenddatum VS   |
| --- | ---------------------- | ----------------- |
| 1   | The Big White Rat      | 3 september 1953  |
| 2   | The Big Revolt         | 10 september 1953 |
| 3   | The Big Bull           | 17 september 1953 |
| 4   | The Big Betty          | 24 september 1953 |
| 5   | The Big Sophomore      | 1 oktober 1953    |
| 6   | The Big Pill           | 8 oktober 1953    |
| 7   | The Big Lie            | 15 oktober 1953   |
| 8   | The Big Fake           | 22 oktober 1953   |
| 9   | The Big Dream          | 29 oktober 1953   |
| 10  | The Big Guilt          | 5 november 1953   |
| 11  | The Big Will           | 12 november 1953  |
| 12  | The Big In-Laws        | 19 november 1953  |
| 13  | The Big Lilly          | 26 november 1953  |
| 14  | The Big Kill           | 3 december 1953   |
| 15  | The Big Lover          | 10 december 1953  |
| 16  | The Big Thief          | 17 december 1953  |
| 17  | The Big Little Jesus   | 24 december 1953  |
| 18  | The Big Eavesdrop      | 31 december 1953  |
| 19  | The Big Trunk          | 7 januari 1954    |
| 20  | The Big Youngster      | 14 januari 1954   |
| 21  | The Big Boys           | 21 januari 1954   |
| 22  | The Big Ham            | 28 januari 1954   |
| 23  | The Big Chance         | 4 februari 1954   |
| 24  | The Big Children       | 11 februari 1954  |
| 25  | The Big Poison         | 18 februari 1954  |
| 26  | The Big Quack          | 25 februari 1954  |
| 27  | The Big Winchester     | 4 maart 1954      |
| 28  | The Big Shoplift       | 11 maart 1954     |
| 29  | The Big Hit-Run Killer | 18 maart 1954     |
| 30  | The Big Drink          | 25 maart 1954     |
| 31  | The Big Girl           | 1 april 1954      |
| 32  | The Big Mattress       | 8 april 1954      |
| 33  | The Big Pug            | 15 april 1954     |
| 34  | The Big Frame          | 22 april 1954     |
| 35  | The Big Plant          | 29 april 1954     |
| 36  | The Big Check          | 6 mei 1954        |
| 37  | The Big Threat         | 13 mei 1954       |
| 38  | The Big Dare           | 20 mei 1954       |
| 39  | The Big False Make     | 27 mei 1954       |

## Seizoen 4
| Nr. | Titel aflevering         | Uitzenddatum VS   |
| --- | ------------------------ | ----------------- |
| 1   | The Big Producer         | 26 augustus 1954  |
| 2   | The Big Fraud            | 2 september 1954  |
| 3   | The Big Crime            | 9 september 1954  |
| 4   | The Big Pair             | 16 september 1954 |
| 5   | The Big Escape           | 23 september 1954 |
| 6   | The Big Kid              | 30 september 1954 |
| 7   | The Big Missing          | 7 oktober 1954    |
| 8   | The Big Bar              | 14 oktober 1954   |
| 9   | The Big Present          | 21 oktober 1954   |
| 10  | The Big Gangster: Part 1 | 28 oktober 1954   |
| 11  | The Big Gangster: Part 2 | 4 november 1954   |
| 12  | The Big New Year         | 11 november 1954  |
| 13  | The Big Want Ad          | 18 november 1954  |
| 14  | The Big Affair           | 25 november 1954  |
| 15  | The Big Bible            | 2 december 1954   |
| 16  | The Big Bindle           | 9 december 1954   |
| 17  | The Big Office           | 16 december 1954  |
| 18  | The Big Rod              | 30 december 1954  |
| 19  | The Big Rescue           | 6 januari 1955    |
| 20  | The Big Family           | 13 januari 1955   |
| 21  | The Big Shock            | 20 januari 1955   |
| 22  | The Big Screen           | 27 januari 1955   |
| 23  | The Big TV               | 3 februari 1955   |
| 24  | The Big Dog              | 10 februari 1955  |
| 25  | The Big Underground      | 17 februari 1955  |
| 26  | The Big Key              | 24 februari 1955  |
| 27  | The Big Mailman          | 3 maart 1955      |
| 28  | The Big Customer         | 10 maart 1955     |
| 29  | The Big Tar Baby         | 17 maart 1955     |
| 30  | The Big Number           | 24 maart 1955     |
| 31  | The Big Mask             | 31 maart 1955     |
| 32  | The Big Sucker           | 7 april 1955      |
| 33  | The Big Mustache         | 14 april 1955     |
| 34  | The Big Heel             | 21 april 1955     |
| 35  | The Big Gone             | 28 april 1955     |
| 36  | The Big Note             | 5 mei 1955        |
| 37  | The Big Watch            | 12 mei 1955       |
| 38  | The Big Dig              | 19 mei 1955       |
| 39  | The Big Mug              | 26 mei 1955       |

## Seizoen 5
| Nr. | Titel aflevering   | Uitzenddatum VS   |
| --- | ------------------ | ----------------- |
| 1   | The Big Pipe       | 1 september 1955  |
| 2   | The Big Chet       | 8 september 1955  |
| 3   | The Big No Rain    | 15 september 1955 |
| 4   | The Big Lift       | 22 september 1955 |
| 5   | The Big Confession | 29 september 1955 |
| 6   | The Big Gap        | 6 oktober 1955    |
| 7   | The Big Look       | 13 oktober 1955   |
| 8   | The Big Glasses    | 20 oktober 1955   |
| 9   | The Big Bird       | 27 oktober 1955   |
| 10  | The Big Laugh      | 3 november 1955   |
| 11  | The Big Smoke      | 10 november 1955  |
| 12  | The Big Bounce     | 17 november 1955  |
| 13  | The Big Shot       | 24 november 1955  |
| 14  | The Big Locker     | 1 december 1955   |
| 15  | The Big Student    | 8 december 1955   |
| 16  | The Big Genius     | 15 december 1955  |
| 17  | The Big Reminisce  | 29 december 1955  |
| 18  | The Big Tour       | 5 januari 1956    |
| 19  | The Big Sisters    | 12 januari 1956   |
| 20  | The Big Ruling     | 19 januari 1956   |
| 21  | The Big Fall Guy   | 26 januari 1956   |
| 22  | The Big Set        | 2 februari 1956   |
| 23  | The Big Child      | 9 februari 1956   |
| 24  | The Big Slug       | 16 februari 1956  |
| 25  | The Big Daughter   | 23 februari 1956  |
| 26  | The Big No Suicide | 1 maart 1956      |
| 27  | The Big Siege      | 8 maart 1956      |
| 28  | The Big Mama       | 15 maart 1956     |
| 29  | The Big Revision   | 22 maart 1956     |
| 30  | The Big Ex-Blonde  | 29 maart 1956     |
| 31  | The Big Bobo       | 5 april 1956      |
| 32  | The Big Rush       | 12 april 1956     |
| 33  | The Big Setup      | 19 april 1956     |
| 34  | The Big Deal       | 26 april 1956     |
| 35  | The Big Wish       | 3 mei 1956        |
| 36  | The Big Hat        | 10 mei 1956       |
| 37  | The Big Housemaid  | 17 mei 1956       |
| 38  | The Big Gift       | 24 mei 1956       |
| 39  | The Big Salvage    | 31 mei 1956       |

## Seizoen 6
| Nr. | Titel aflevering      | Uitzenddatum VS   |
| --- | --------------------- | ----------------- |
| 1   | The Big Cat           | 27 september 1956 |
| 2   | The Big Missus        | 11 oktober 1956   |
| 3   | The Big Beer          | 18 oktober 1956   |
| 4   | The Big Net           | 25 oktober 1956   |
| 5   | The Big Convertible   | 1 november 1956   |
| 6   | The Big Limp          | 8 november 1956   |
| 7   | The Big Tattoo        | 15 november 1956  |
| 8   | The Big Odd           | 22 november 1956  |
| 9   | The Big Bill          | 29 november 1956  |
| 10  | The Big Search        | 6 december 1956   |
| 11  | The Big Talk          | 13 december 1956  |
| 12  | The Big Doting Mother | 20 december 1956  |
| 13  | The Big Handcuffs     | 27 december 1956  |
| 14  | The Big Father        | 3 januari 1957    |
| 15  | The Big Switch        | 10 januari 1957   |
| 16  | The Big Steal         | 17 januari 1957   |
| 17  | The Big Manikin       | 24 januari 1957   |
| 18  | The Big No Tooth      | 31 januari 1957   |
| 19  | The Big Skip          | 7 februari 1957   |
| 20  | The Big Fin           | 14 februari 1957  |
| 21  | The Big Game          | 21 februari 1957  |
| 22  | The Big Coins         | 28 februari 1957  |
| 23  | The Big Close         | 7 maart 1957      |
| 24  | The Big Tie           | 14 maart 1957     |
| 25  | The Big Cup           | 21 maart 1957     |
| 26  | The Big Truck         | 28 maart 1957     |
| 27  | The Big Saint         | 4 april 1957      |
| 28  | The Big Match         | 11 april 1957     |
| 29  | The Big Help          | 18 april 1957     |
| 30  | The Big Celebration   | 25 april 1957     |
| 31  | The Big Cry Baby      | 2 mei 1957        |
| 32  | The Big Lesson        | 9 mei 1957        |
| 33  | The Big Soldier       | 16 mei 1957       |
| 34  | The Big Make          | 23 mei 1957       |

## Seizoen 7
| Nr. | Titel aflevering       | Uitzenddatum VS   |
| --- | ---------------------- | ----------------- |
| 1   | The Big Constitution   | 26 september 1957 |
| 2   | The Big Candy Box      | 3 oktober 195     |
| 3   | The Big Button         | 10 oktober 1957   |
| 4   | The Big Yak            | 17 oktober 1957   |
| 5   | The Big Howard         | 24 oktober 1957   |
| 6   | The Big Tomato Cans    | 31 oktober 1957   |
| 7   | The Big Dip            | 7 november 1957   |
| 8   | The Big License Plates | 14 november 1957  |
| 9   | The Big Blank          | 21 november 1957  |
| 10  | The Big Tease          | 28 november 1957  |
| 11  | The Big Love           | 5 december 1957   |
| 12  | The Big Red Wagon      | 12 december 1957  |
| 13  | The Big Prescription   | 19 december 1957  |
| 14  | The Big Full Moon      | 26 december 1957  |
| 15  | The Big Jade           | 2 januari 1958    |
| 16  | The Big Tip            | 9 januari 1958    |
| 17  | The Big Stubby         | 16 januari 1958   |
| 18  | The Big Baby Face      | 23 januari 1958   |
| 19  | The Big Lip            | 30 januari 1958   |
| 20  | The Big Boot           | 13 februari 1958  |
| 21  | The Big Rip            | 20 februari 1958  |
| 22  | The Big Excuse         | 27 februari 1958  |
| 23  | The Big Knot           | 6 maart 1958      |
| 24  | The Big Hobby          | 13 maart 1958     |
| 25  | The Big Organizer      | 20 maart 1958     |
| 26  | The Big Gent           | 27 maart 1958     |
| 27  | The Big Wardrobe       | 3 april 1958      |
| 28  | The Big War            | 10 april 1958     |
| 29  | The Big Bad Count      | 17 april 1958     |
| 30  | The Big Evans          | 24 april 1958     |
| 31  | The Big Pack Rat       | 1 mei 1958        |
| 32  | The Big Honeymoon      | 8 mei 1958        |
| 33  | The Big Eyes           | 15 mei 1958       |
| 34  | The Big Cracker Box    | 22 mei 1958       |
| 35  | The Big Perfume Bottle | 29 mei 1958       |
| 36  | The Big Bed            | 5 juni 1958       |
| 37  | The Big Ruthie         | 12 juni 1958      |
| 38  | The Big Grifter        | 19 juni 1958      |
| 39  | The Big Irony          | 26 juni 1958      |

## Seizoen 8
| Nr. | Titel aflevering     | Uitzenddatum VS   |
| --- | -------------------- | ----------------- |
| 1   | The Big Beating      | 23 september 1958 |
| 2   | The Big Sweet Annie  | 30 september 1958 |
| 3   | The Big Star         | 7 oktober 1958    |
| 4   | The Big Oskar        | 14 oktober 1958   |
| 5   | The Big Little Boy   | 21 oktober 1958   |
| 6   | The Big Voice        | 28 oktober 1958   |
| 7   | The Big Juke Box     | 4 november 1958   |
| 8   | The Big Doll         | 11 november 1958  |
| 9   | The Big Border       | 18 november 1958  |
| 10  | The Big Nazi         | 25 november 1958  |
| 11  | The Big Hot Rod      | 2 december 1958   |
| 12  | The Big Green Monkey | 9 december 1958   |
| 13  | The Big Hype         | 16 december 1958  |
| 14  | The Big Maria        | 23 december 1958  |
| 15  | The Big Donation     | 30 december 1958  |
| 16  | The Big Malcolm      | 6 januari 1959    |
| 17  | The Big Smart Girl   | 13 januari 1959   |
| 18  | The Big Doctor       | 20 januari 1959   |
| 19  | The Big Signet       | 27 januari 1959   |
| 20  | The Big Accident     | 3 februari 1959   |
| 21  | The Big Mail         | 10 februari 1959  |
| 22  | The Big Roll         | 17 februari 1959  |
| 23  | The Big Thirteen     | 24 februari 1959  |
| 24  | The Big Sour         | 10 maart 1959     |
| 25  | The Big Starlet      | 17 maart 1959     |
| 26  | The Big Holdup       | 24 maart 1959     |
| 27  | The Big Name         | 31 maart 1959     |
| 28  | The Big Couple       | 7 april 1959      |
| 29  | The Big Squeeze      | 14 april 1959     |
| 30  | The Big Picture      | 21 april 1959     |
| 31  | The Big Carnation    | 28 april 1959     |
| 32  | The Big Operator     | 7 juli 1959       |
| 33  | The Big Bray         | 12 juli 1959      |
| 34  | The Big Infant       | 19 juli 1959      |
| 35  | The Big Appetite     | 26 juli 1959      |
| 36  | The Big .38          | 2 augustus 1959   |
| 37  | The Big Byron        | 9 augustus 1959   |
| 38  | The Big Counterfeit  | 16 augustus 1959  |
| 39  | The Big Red          | 23 augustus 1959  |